# Arturo Prat (avenida de Temuco)
Arturo Prat es una arteria vial de la ciudad de Temuco, Chile, que posee la categoría de avenida en las páginas de la Municipalidad de Temuco, pero que, también, es mencionada como calle en muchas otras fuentes. 
Se inicia al norte de la calle Las Acacias, y finaliza junto al Mirador Isla Cautín, en la costanera del río homónimo.
Es uno de los ejes de la ciudad que concentra la mayor proporción de servicios públicos.

## Ubicación
La avenida Arturo Prat recorre completo el macrosector Centro de Temuco, desde el cerro Ñielol, por el norte, hasta la ribera del río Cautín, por el sur.

## Primeros años
Esta arteria ya aparecía, con el rótulo de «avenida Arturo Prat», en planos históricos editados en 1892 y 1919, extendiéndose, en ambos, entre la calle Francisco Bilbao y el estero Pichicautín. En el último mapa mencionado, posee una línea de tranvía entre Manuel Montt y la avenida Bernardo O'Higgins.

## Recorrido
Nace al norte de la calle Las Acacias, a los pies del cerro Ñielol, y, avanzando hacia el sur, se encuentra con el Instituto Superior de Comercio.
Entre la calle Francisco Bilbao y la avenida Caupolicán, se ubican dos zonas de conservación histórica (ZCH): en la vereda occidental, el Barrio Coilaco (donde se alza la Fiscalía); y, en el borde oriental, el Barrio Artemio Gutiérrez (entre Bilbao y Balmaceda). En la esquina suroccidental de Balmaceda, se emplaza la Biblioteca Galo Sepúlveda, que es inmueble de conservación histórica (ICH).
Luego de Caupolicán, ingresa al Centro Histórico de Temuco (ZCH), que llega hasta la avenida Bernardo O'Higgins por el sur.
En el cruce con la calle Miraflores, se hallan los edificios Ñielol (esquina suroccidental) y Lonquimay (esquina suroriental), y el Molino San Fernando (esquina nororiental, ICH).. Continuando hacia el meridión, está la sede del Servicio Nacional de la Mujer y la Equidad de Género.

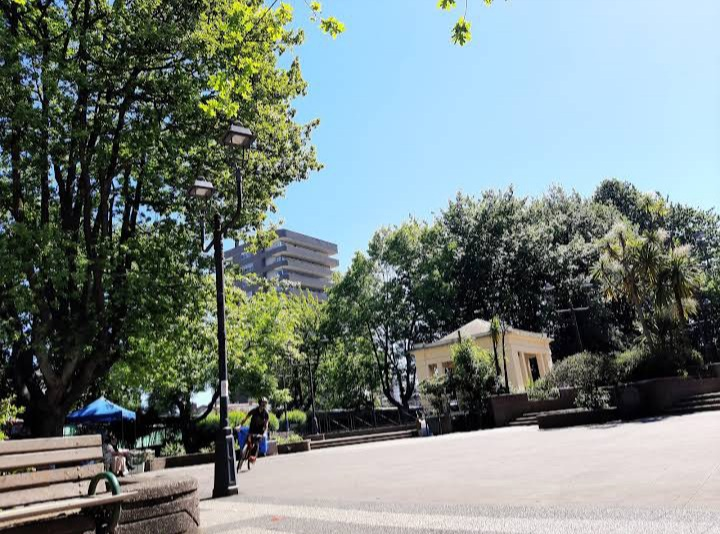
Plaza Teodoro Schmidt.

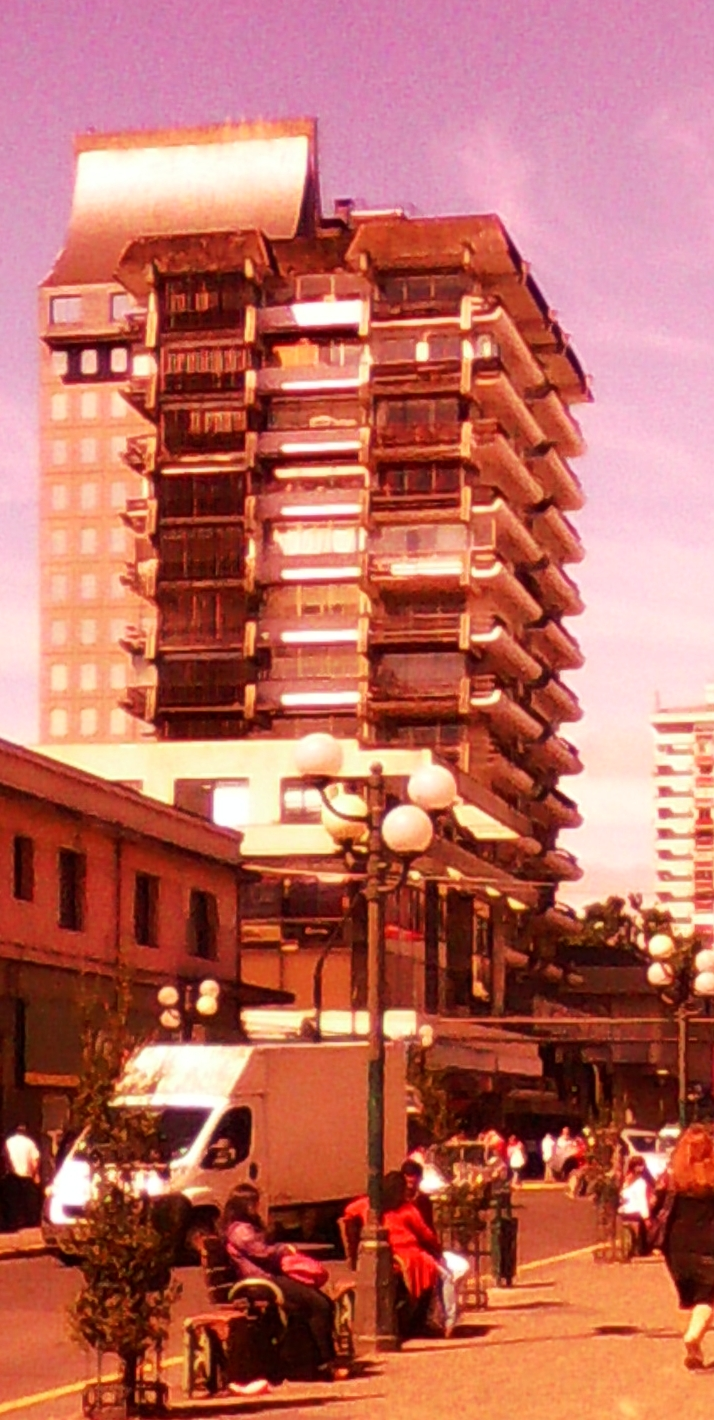
Edificio Fourcade & Palma, sede regional del Ministero de Bienes Nacionales.

Entre Lautaro y Manuel Rodríguez, por la vereda occidental, está la plaza Teodoro Schmidt; y, en el entorno de esta área verde, se encuentran el Colegio Andes, el edificio de la Organización Kappes (ICH), la escuela para adultos El Sembrador, y el Centro de Formación Técnica Teodoro Wickel de la Universidad de La Frontera (ICH). Pasando la calle Rodríguez, frente a la sede universitaria, están los edificios Dusa 332 y Nexus. Más al sur, hay otros tres ICH: la oficina de Correos de Chile, el Colegio Santa Cruz, y el ex hotel Terraz, hoy, ocupado por tiendas como una sucursal de Farmacias Cruz Verde. A pocos metros de la plaza de Armas, se levanta el edificio Fourcade & Palma, que es la sede del Ministero de Bienes Nacionales. La plaza de Armas Aníbal Pinto se encuentra entre las calles Luis Claro Solar y Antonio Varas, por la vereda oriental de Prat. Alrededor, están la Iglesia Catedral; el edificio Banco Santander (ICH); la Municipalidad de Temuco; las dependencias de una tienda Ripley, que ocupa el edificio Plaza Centenario; y el edificio Plaza.
Otra empresa de la banca con un edificio de oficinas en la avenida Arturo Prat, es el Banco de Chile, al sur de Varas. En la vereda del frente, se levantan otras dos construcciones patrimoniales protegidas: las oficinas comerciales Prat (a la altura del 732) y el edificio Sucesión Massmann. Más adelante, se emplazan el Ministerio de Vivienda y Urbanismo, y los edificios Andrés Bello, Prat (altura del 847; no confundir con el ICH mencionado anteriormente) e Inmo 21.
Entre las avenidas San Martín y Bernardo O'Higgins, se ubica la plaza Manuel Recabarren,   y, al frente, el edificio Cordillera, el Destacamento Tucapel (ZCH), y el condominio Soberanía.
En la esquina noroccidental de la calle Imperial, se encuentra el barrio Pichicautín.
Finaliza en la Isla Cautín, junto al mirador homónimo, en la ribera del río Cautín. 

## Ciclovía
La avenida Arturo Prat posee una ciclovía desde su nacimiento, a los pies de cerro Ñielol, hasta la Isla Cautín. Entre el cerro y la ciclovía Temuco-Labranza (también conocida como ciclovía Ex Vía Férrea), es denominada ciclovía Prat. Al sur de la antigua línea del tren, se convierte en un ramal de la bicisenda de la avenida de Los Poetas. Esta ciclovía se encuentra conectada a todo el sistema de caminos para bicicletas que cubre el Centro y el poniente de la ciudad, mas no al conjunto de ciclorrutas de Pueblo Nuevo y Costanera del Cautín, que aún no está unido al resto de las ciclovías de Temuco.

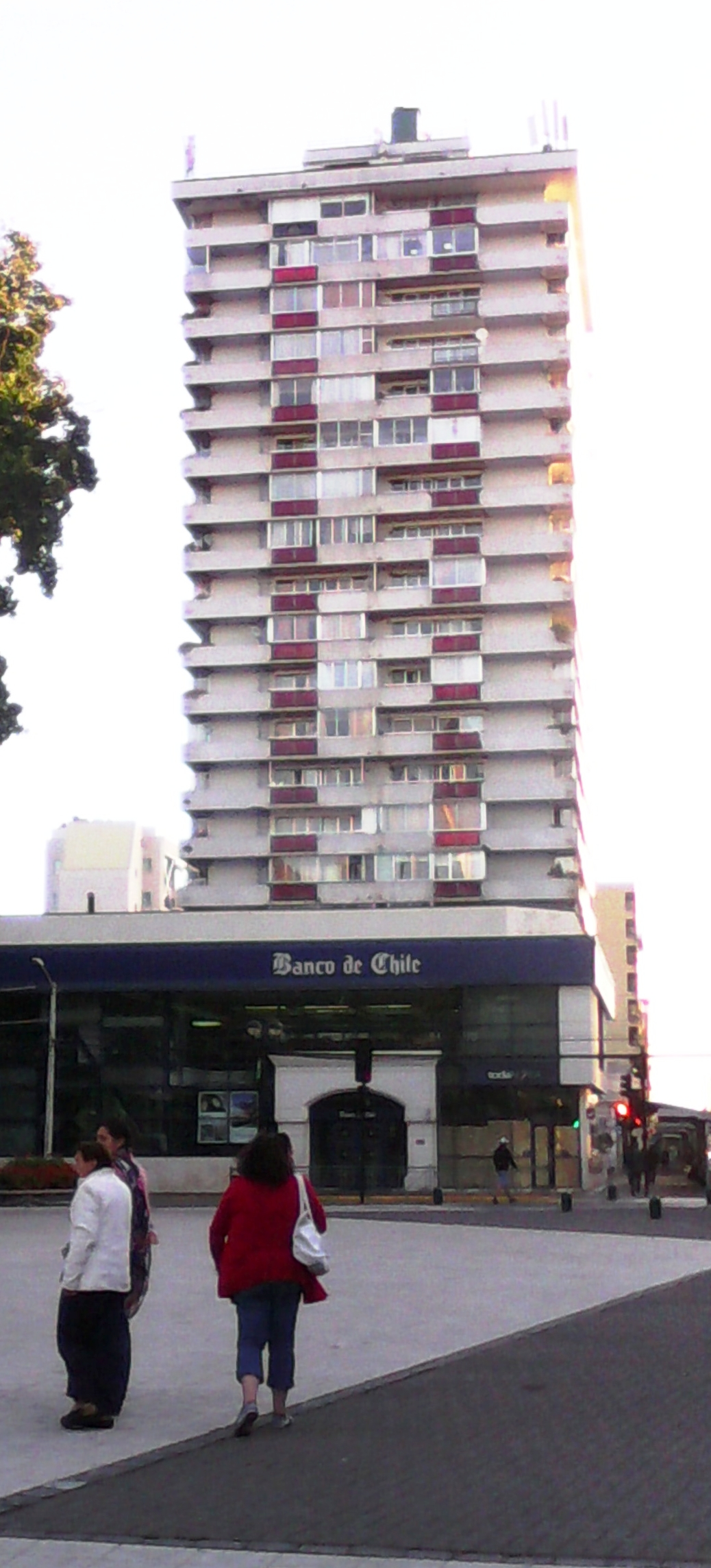
Edificio Banco de Chile.

## Comercio y servicios
Existe un centro comercial en la esquina norponiente de Prat con Manuel Montt, que posee cine, patio de comidas y tiendas. A lo largo de la avenida, existen sucursales de Falabella, Ripley, Farmacias Cruz Verde, Entel y Sencillito. Además, hay restoranes, entidades bancarias, un hotel, clínicas dentales, un laboratorio clínico, sucursales de otras cadenas de farmacias, diversos comercios y oficinas, y emprendimientos de artesanías, productos de belleza y peluquerías.
Durante muchos años, existió una sucursal de la automotora Gildemeister en el edificio Plaza.

## Educación
Las escuelas ubicadas en la avenida Arturo Prat son:
- el Instituto Superior de Comercio,[11]
- el Colegio Andes,[12]
- el Colegio El Sembrador,[11] y
- el Colegio Santa Cruz.[13]

En el pasado, existieron sucursales de IP Chile y el Intituto Profesional Providencia.

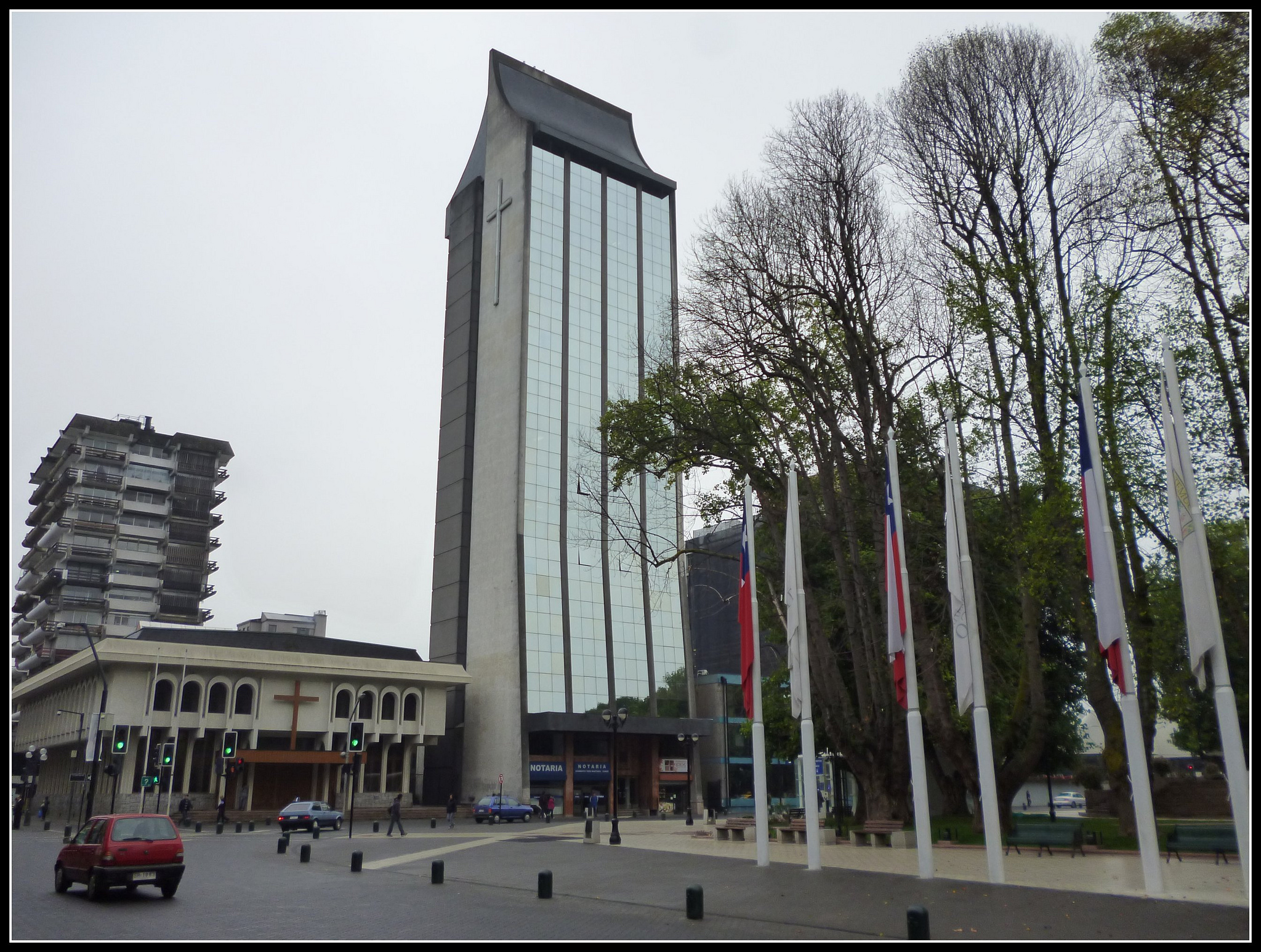
Plaza Aníbal Pinto y Catedral de Temuco.

## Drenaje
Prat posee infraestructura de drenaje y aguas lluvias entre Claro Solar y Diego Portales, que es parte de un conjunto que descarga en el río Cautín, a la altura de la calle General Mackenna.
También, existe este tipo de infraestructura entre Rodríguez y Balmaceda, y entre Bilbao y Las Acacias, pero estos tramos son parte de otro sistema, el que descarga en el estero Pichicautín, a la altura de la calle General Carrera.

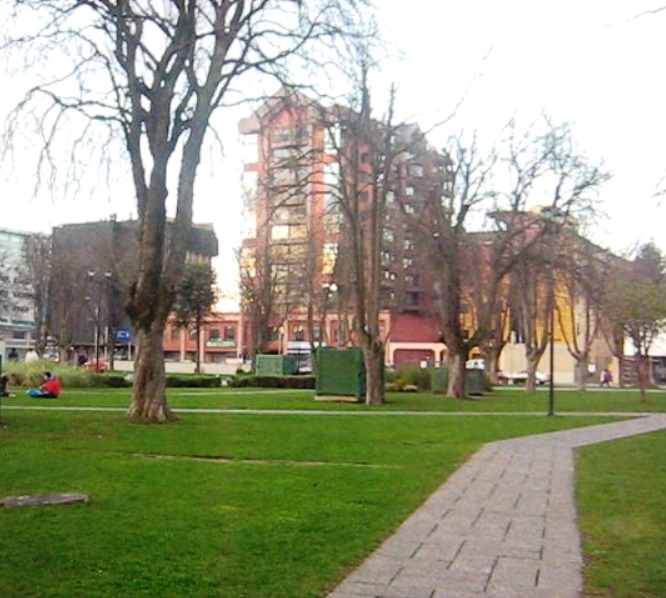
Plaza Manuel Recabarren.

## Propuestas y proyectos
Existe una propuesta para convertir la avenida en una arteria semipeatonal que una el cerro Ñielol con las plazas Aníbal Pinto y Manuel Recabarren, y la Isla Cautín.

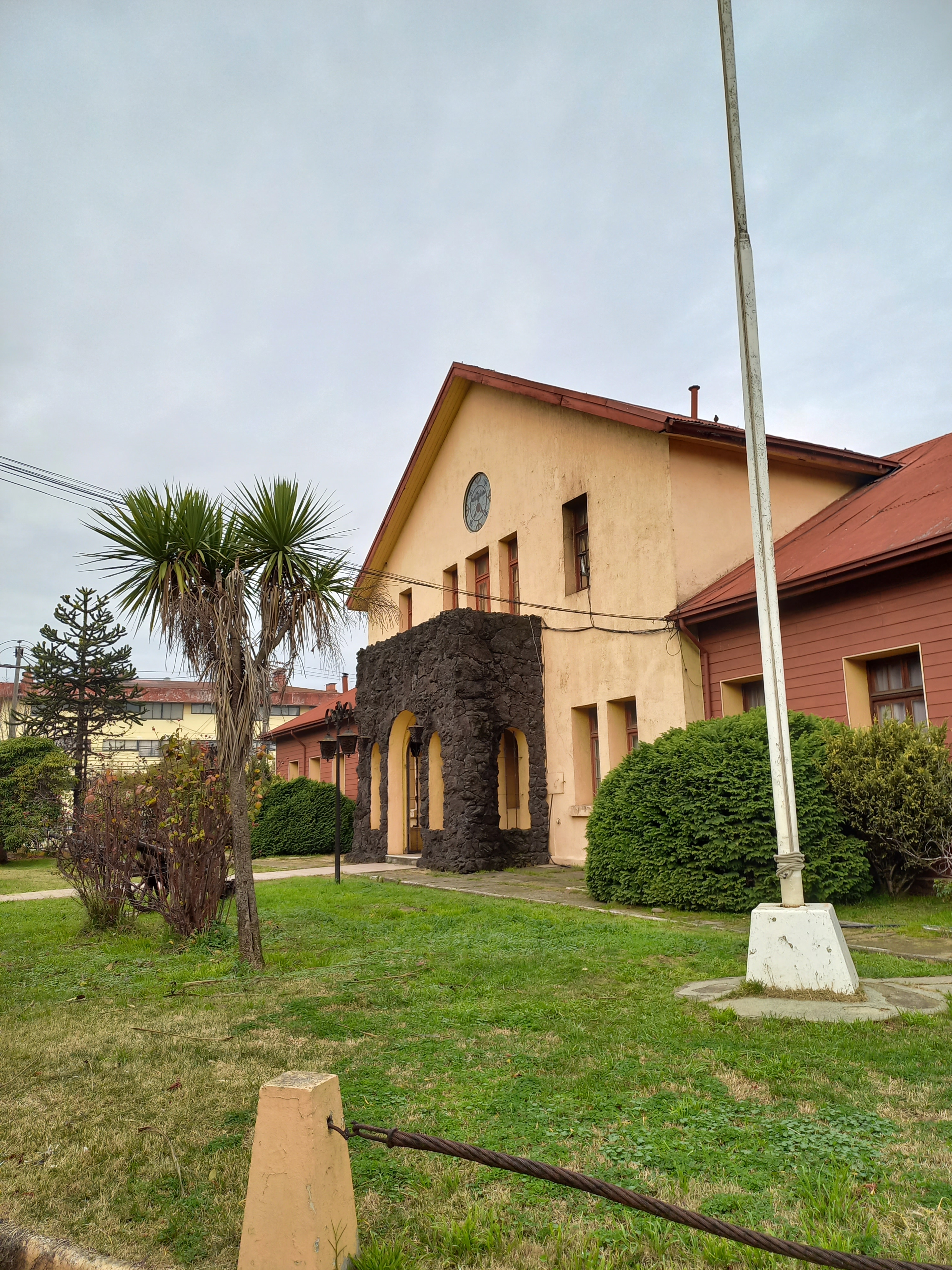
Destacamento Tucapel.

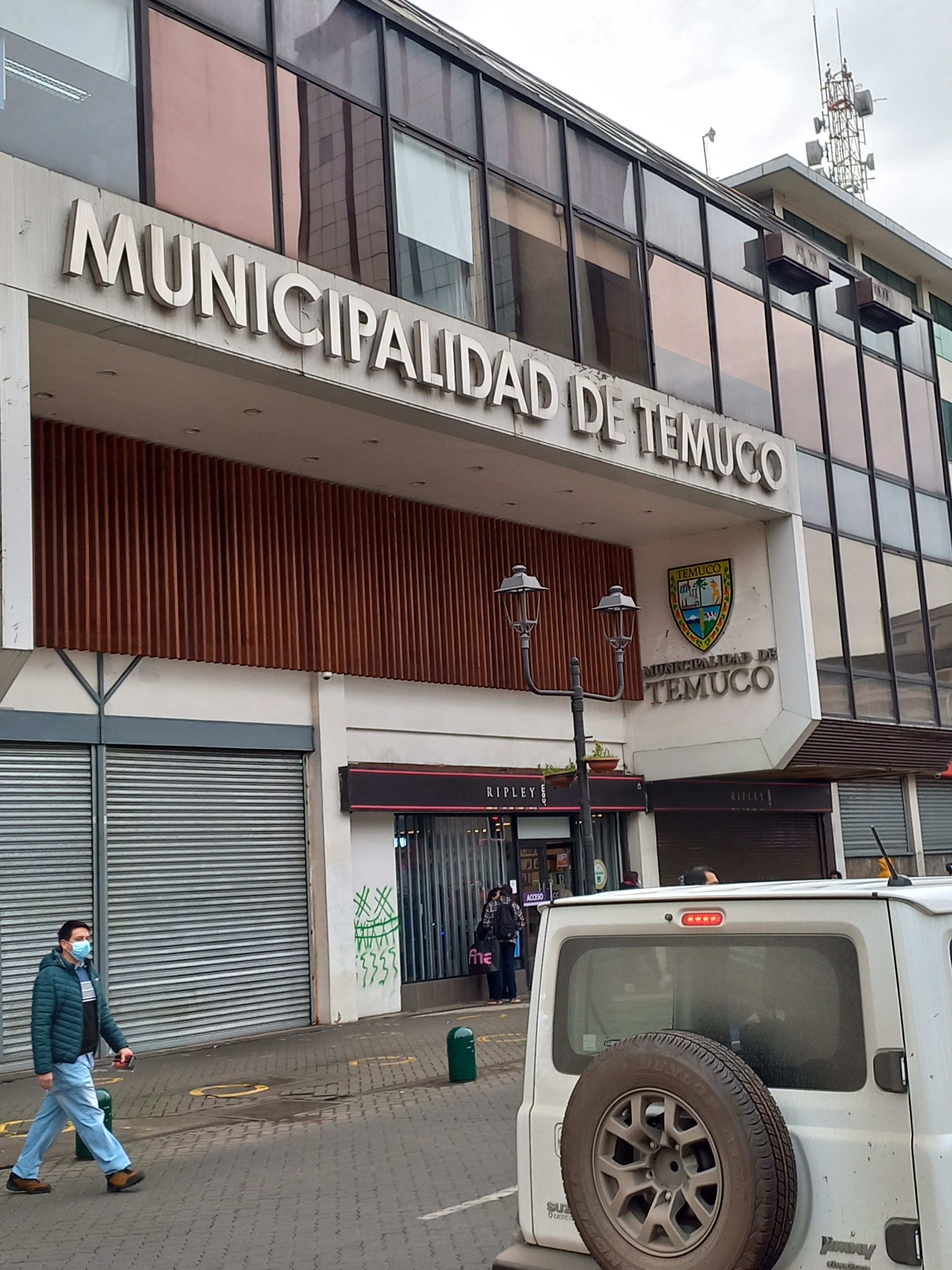
Edificio consistorial de la Municipalidad de Temuco.

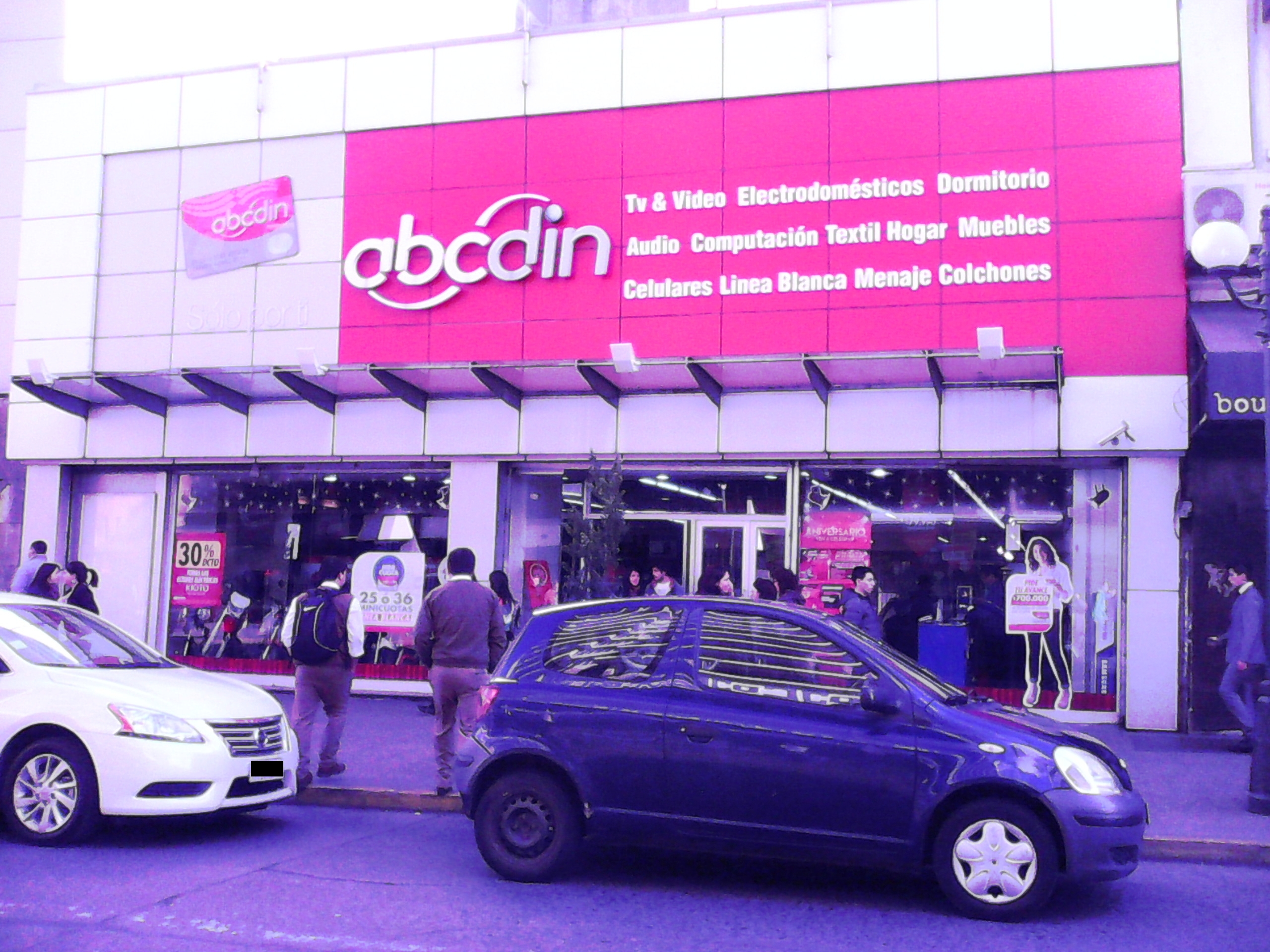
Antigua tienda Abcdin (hoy, abc).

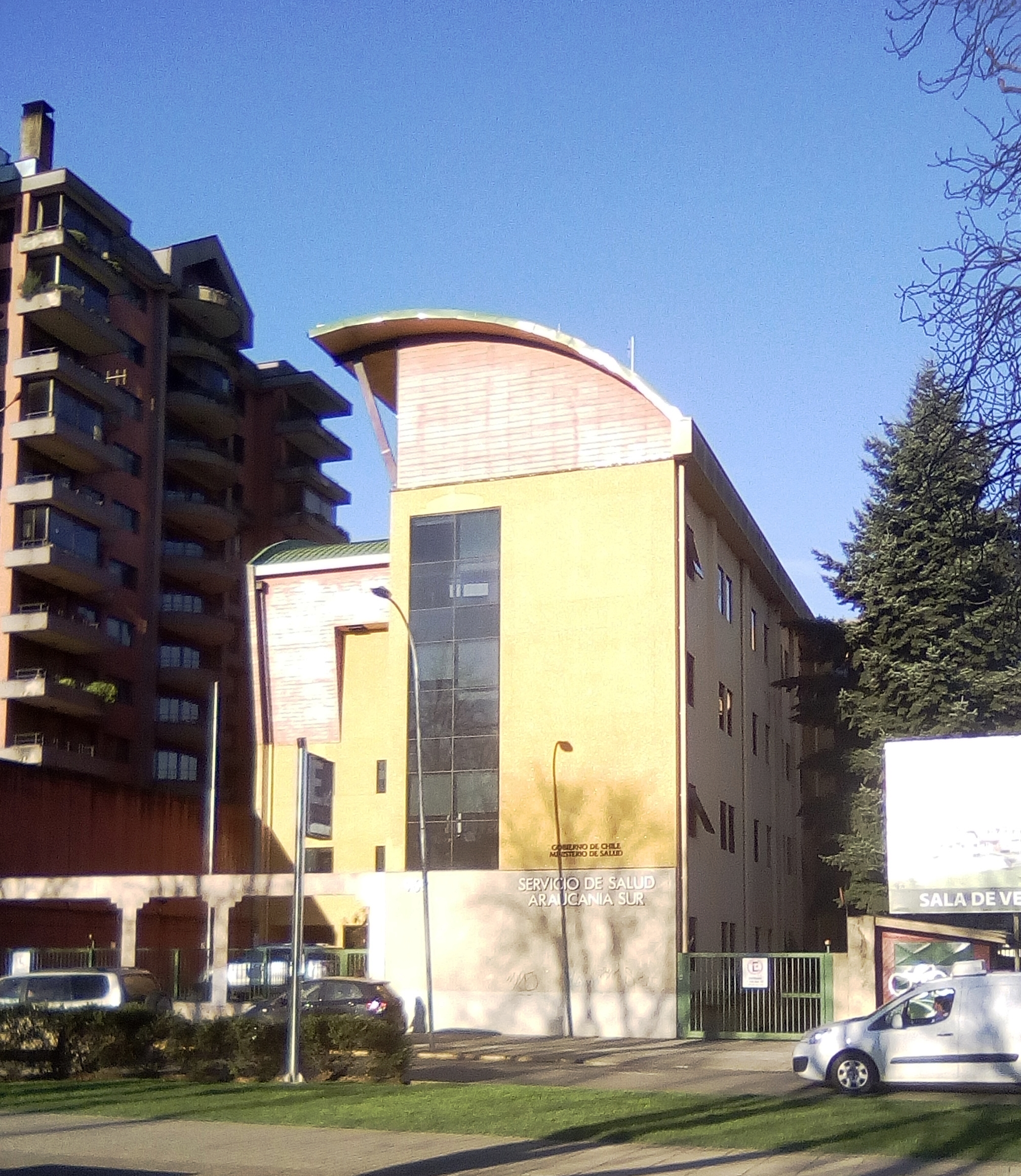
Servicio de Salud Araucanía Sur.

En marzo de 2025, la Municipalidad de Temuco aprobó destinar ciento ochenta millones de pesos chilenos (un poco más de ciento noventa y cinco mil dólares estadounidenses de la época) para la planificación y construcción del Arena Temuco, un centro de eventos que se ubicará en la avenida Arturo Prat, en los terrenos de la Isla Cautín. El recinto está pensado para que la ciudad pueda albergar espectáculos artísticos y deportivos de primer nivel, y será una de las principales obras con las cuales se festejarán los ciento cincuenta años de Temuco.